# Ветвь Яблони (созвездие)

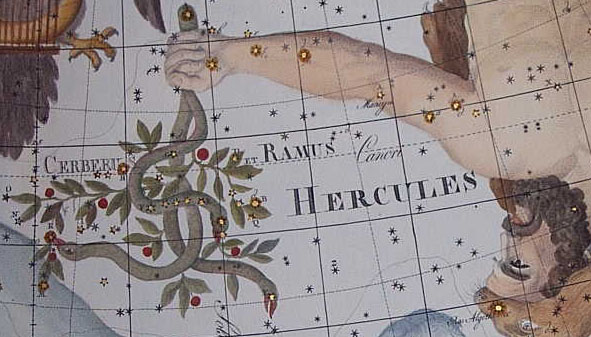
Изображение созвездия из книги «Uranographia» Иоганна Боде, 1801.

Ве́твь Я́блони (лат. Ramus или Ramus Pomifer или Cerberus Ramus) — отменённое созвездие северного полушария неба, располагавшееся между созвездиями Лира и Геркулес. Было предложено английским картографом Джоном Сенексом. Изображалось как яблоневая ветвь, оплетённая змееподобным трёхглавым Кербером и удерживаемая Геркулесом в левой руке. Близко по составу и мотиву созвездию Цербер из атласа «Уранография» Гевелия. Созвездие никогда не было популярным и вскоре оказалось забытым.